# 아오모리 현립 미술관
아오모리 현립 미술관(青森県立美術館 아오모리켄리쓰비주쓰칸[*])은 일본 아오모리현 아오모리시에 있는 미술관이다.

## 사진

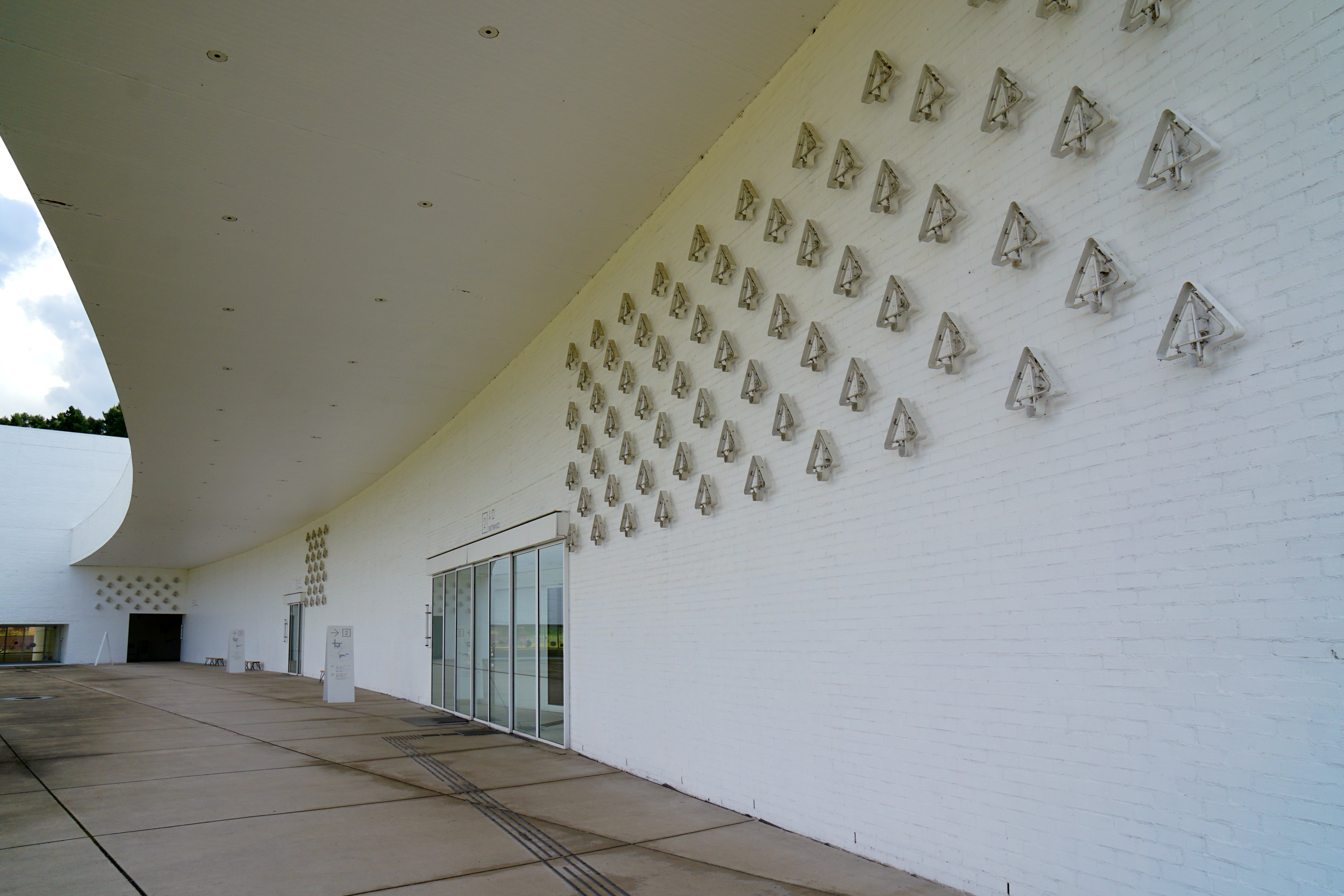
입구 네온사인
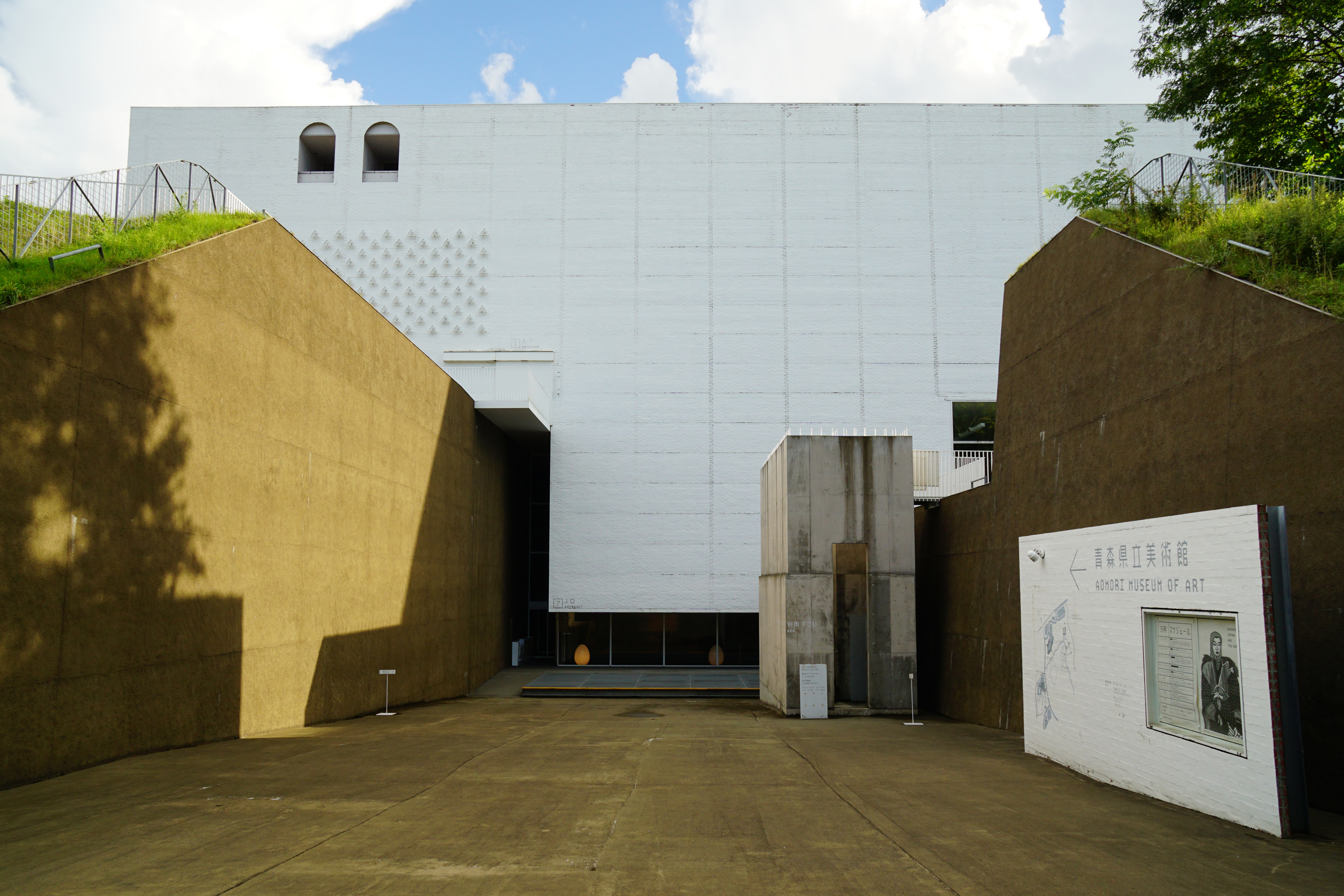
입구
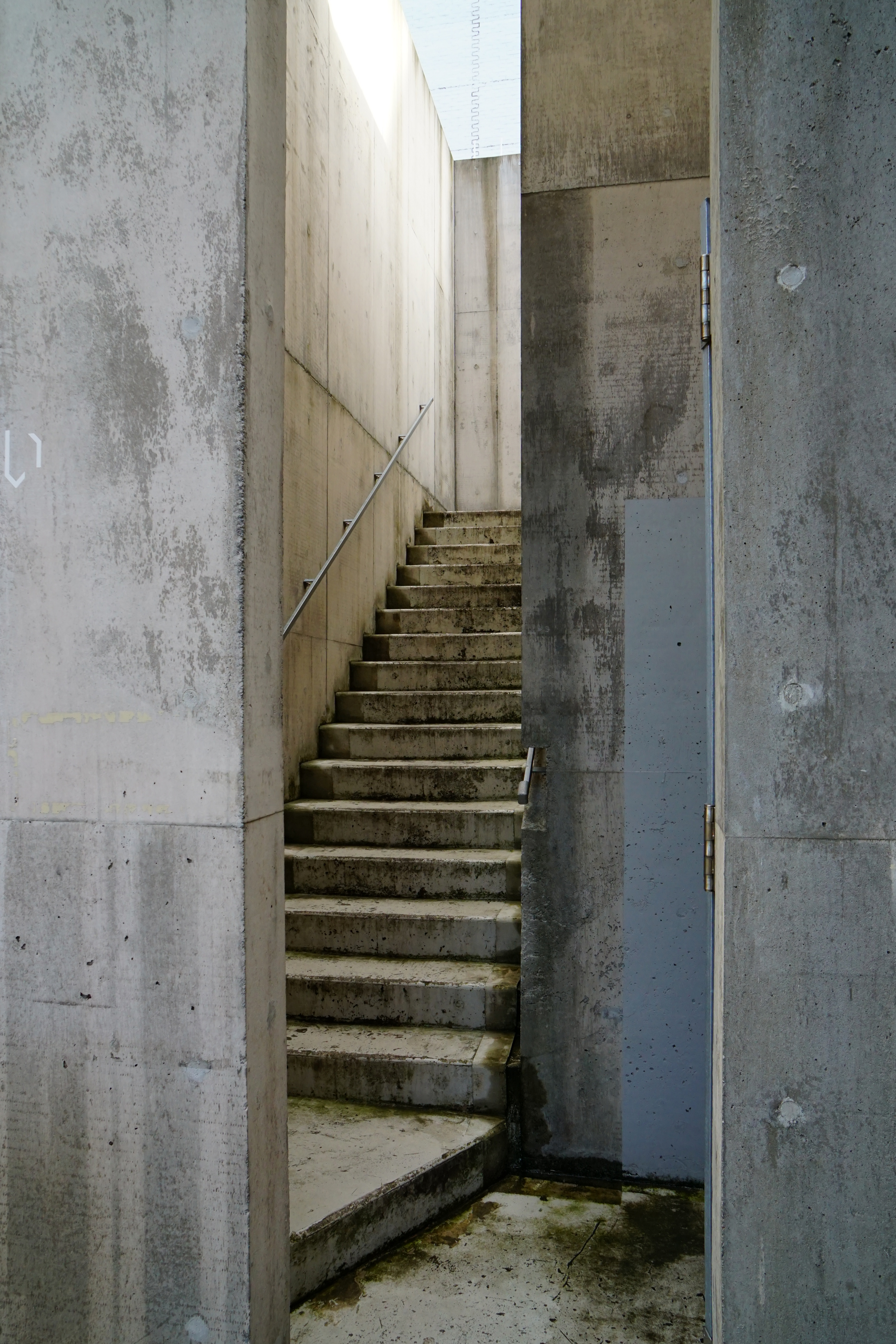
계단
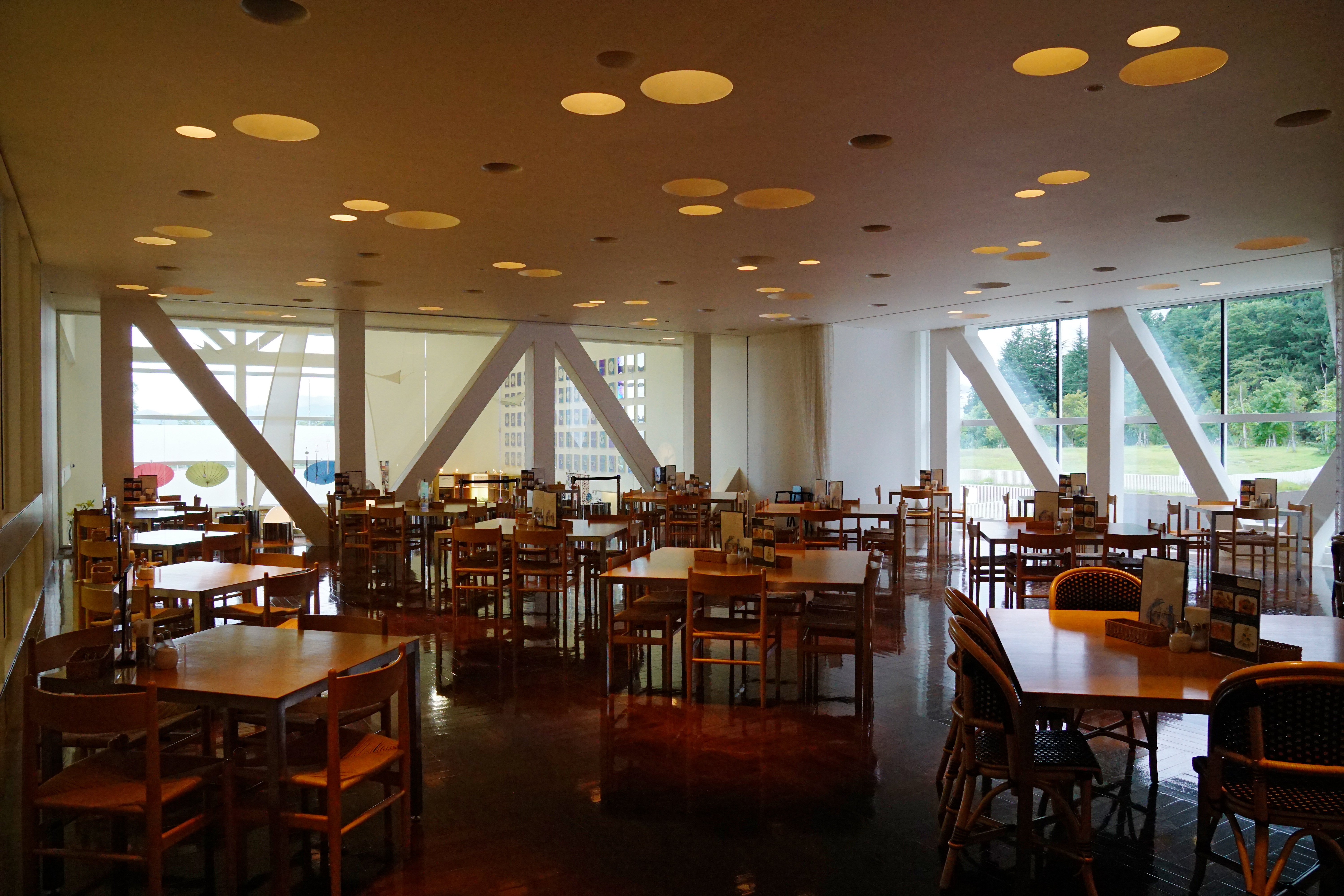
뮤지엄 카페
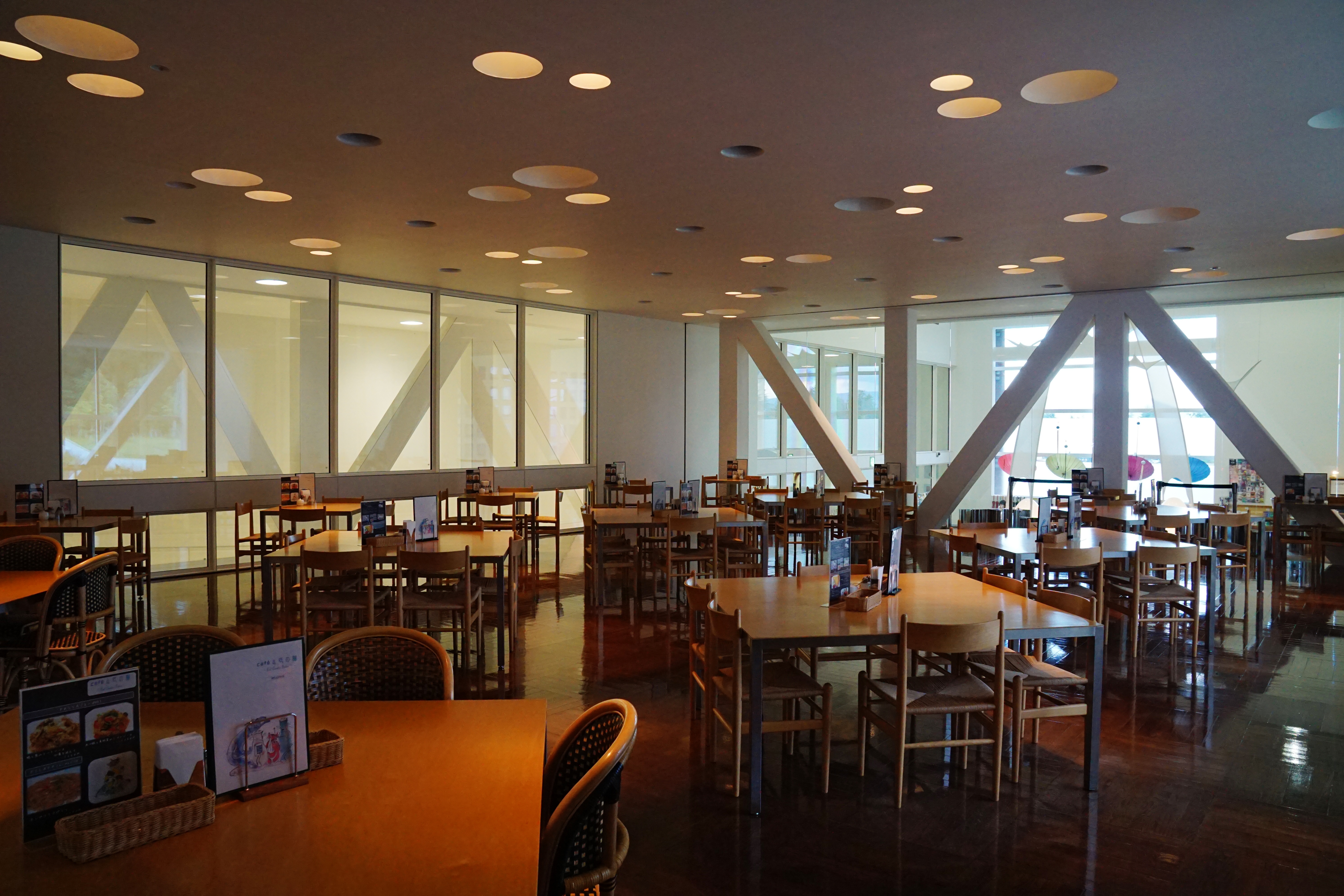
뮤지엄 카페 2
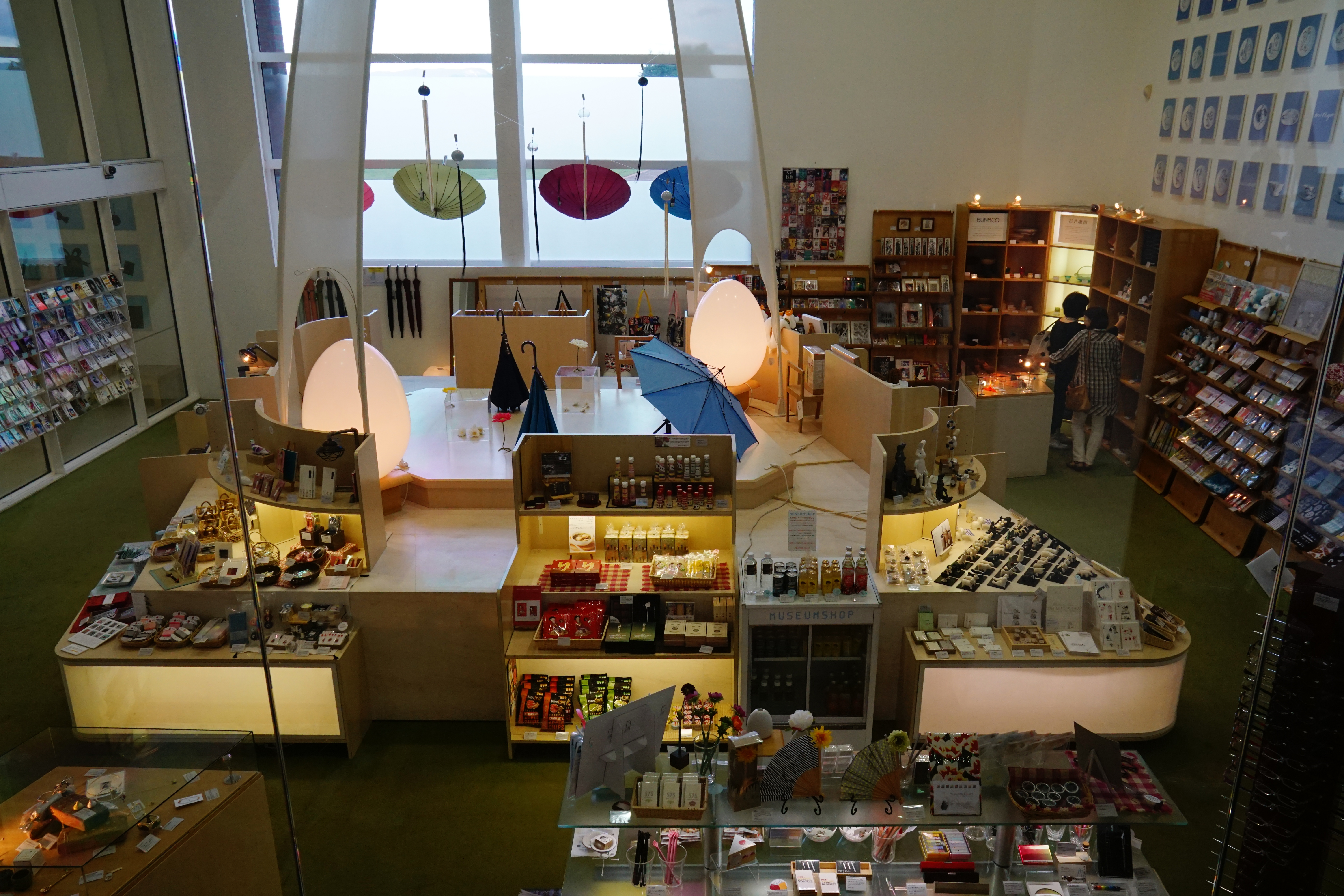
뮤지엄 숍
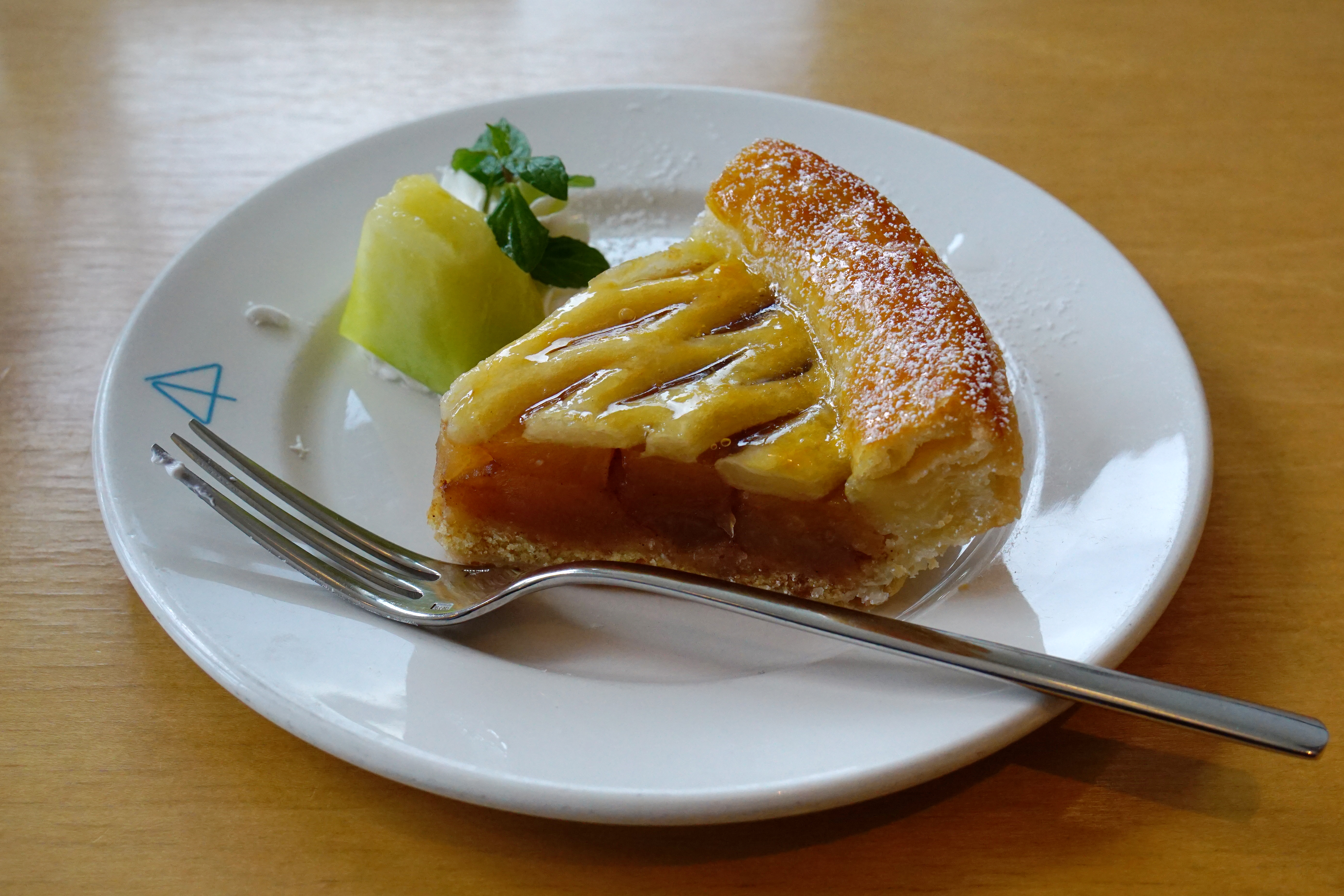
스위트